# Erynnini
De Erynnini zijn een geslachtengroep van vlinders in de onderfamilie van de Pyrginae van de familie dikkopjes (Hesperiidae).

## Geslachten
- Erynnis Schrank, 1801
- Anastrus Hübner, 1824
- Camptopleura Mabille, 1877
- Chiomara Godman & Salvin, 1899
- Chiothion Grishin, 2019[1]
- Cycloglypha Mabille, 1903
- Ebrietas Godman & Salvin, 1896
- Ephyriades Hübner, 1819
- Gesta Evans, 1953
- Gorgythion Godman & Salvin, 1896
- Grais Godman & Salvin, 1894
- Helias Fabricius, 1807
- Mylon Godman & Salvin, 1894
- Potamanaxas Lindsey, 1925
- Sostrata Godman & Salvin, 1895
- Speculum Austin, 2008
- Theagenes Godman & Salvin, 1896
- Timochares Godman & Salvin, 1896
- Tosta Evans, 1953